# Modos de segurança
Geralmente, modos de segurança referem-se aos modos de operação dos sistemas de segurança usados no controle de acesso obrigatório (MAC) de sistemas. Frequentemente, estes sistemas contêm informações em vários níveis de classificação de segurança. O modo de operação é determinada por:
- O tipo de usuário que, direta ou indiretamente, acessam o sistema.
- O tipo de dado, incluindo os níveis de classificação, compartimentos e categorias, que são processados no sistema.
- O tipo de nível de usuário, sua necessidade de conhecer, e a aprovação formal de acesso que o usuário terá.

## Modo de segurança dedicada
Neste modo de operação, todos os usuários devem ter:
- Acordo de não divulgação (NDA) assinado para todas as informações no sistema.
- Habilitação de segurança apropriada para todas as informações no sistema.
- Aprovação formal de acesso para todas as informações no sistema.
- Uma necessidade-de-saber válida para todas as informações no sistema.

Todos os usuários podem acessar todos os dados.

## Modo de alta segurança alta
Neste modo de operação, todos os usuários devem ter:
- Acordo de não divulgação (NDA) assinado para todas as informações no sistema.
- Habilitação de segurança apropriada para todas as informações no sistema.
- Aprovação formal de acesso para todas as informações no sistema.
- Uma necessidade-de-saber válida para algumas das informações no sistema.

Todos os usuários podem acessar alguns dados, com base em sua necessidade-de-saber.

## Modo de segurança compartimentada
Neste modo de operação, todos os usuários devem ter:
- Acordo de não divulgação (NDA) assinado para todas as informações no sistema.
- Habilitação de segurança apropriada para todas as informações no sistema.
- Aprovação formal de acesso para algumas das informações no sistema.
- Uma necessidade-de-saber válida para algumas das informações no sistema.

Todos os usuários podem acessar alguns dados, com base em sua necessidade-de-saber e aprovação formal de acesso.

## Modo de segurança multinível
Neste modo de operação, todos os usuários devem ter:
- Acordo de não divulgação (NDA) assinado para todas as informações no sistema.
- Habilitação de segurança apropriada para algumas dasinformações no sistema.
- Aprovação formal de acesso para algumas das informações no sistema.
- Uma necessidade-de-saber válida para algumas das informações no sistema.

Todos os usuários podem acessar alguns dados, com base em sua necessidade-de-saber, habilitação de segurança e aprovação formal de acesso.

## Sumário
|                                   | Acordo de não divulgação (NDA) assinado para | Habilitação de segurança apropriada para | Aprovação formal de acesso para    | Necessidade-de-saber válida para   |
| --------------------------------- | -------------------------------------------- | ---------------------------------------- | ---------------------------------- | ---------------------------------- |
| Modo de segurança dedicada        | TODAS as informações no sistema              | TODAS as informações no sistema          | TODAS as informações no sistema    | TODAS as informações no sistema    |
| Modo de alta segurança alta       | TODAS as informações no sistema              | TODAS as informações no sistema          | TODAS as informações no sistema    | ALGUMAS das informações no sistema |
| Modo de segurança compartimentada | TODAS as informações no sistema              | TODAS as informações no sistema          | ALGUMAS das informações no sistema | ALGUMAS das informações no sistema |
| Modo de segurança multinível      | TODAS as informações no sistema.             | ALGUMAS das informações no sistema       | ALGUMAS das informações no sistema | ALGUMAS das informações no sistema |